# Alert Rock
Der Alert Rock ist ein überflutetes Riff 2,4 km ostsüdöstlich des Barff Point vor der Ostseite der Einfahrt zur Cumberland Bay und 1,2 km vor der Nordküste Südgeorgiens.
Wissenschaftler der Discovery Investigations kartierten den Felsen im Jahr 1929 und benannten ihn nach dem Motorboot Alert, mit dem sie Vermessungsarbeiten an der Küste Südgeorgiens unternahmen.